# Брондзбері (станція)

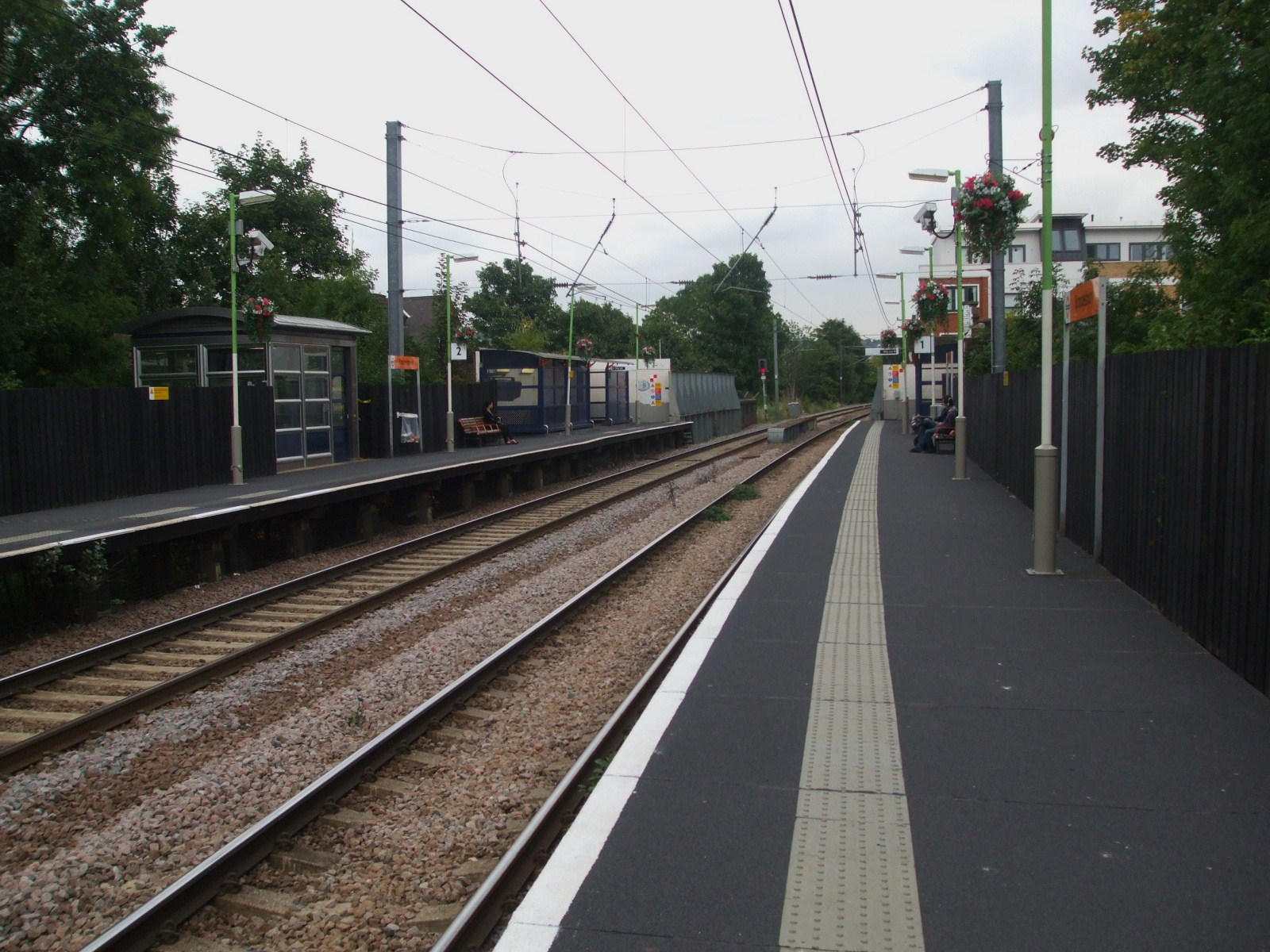
Платформи станції Брондзбері

51°32′42″ пн. ш. 0°12′07″ зх. д. / 51.5451° пн. ш. 0.202° зх. д.
Брондзбері (англ. Brondesbury) — станція Північно-Лондонської лінії London Overground, у Брондзбері, Лондон, між станціями Брондзбері-парк та Вест-Гемстед. Станція розташована у 2-й тарифній зоні. Пасажирообіг на 2017 рік — 2.558 млн осіб.

## Історія
- 2 січня 1860: відкриття станції як Еджвар-роуд (Кілберн)[3].
- 1 листопада 1865: станцію перейменовано на Еджвар-роуд.
- 1 січня 1872: станцію перейменовано на Еджвар-роуд-енд-Брондзбері.
- 1 січня 1873: станцію перейменовано на Брондзбері (Еджвар-роуд).
- 1 травня 1883: станцію перейменовано на Брондзбері.

## Пересадки
- на автобуси оператора London Buses маршрутів: 16, 32, 189, 316, 332, 632 та нічний маршрут N16[4].
- на метростанцію Кілберн.

## Послуги
| Попередня станція | Лінія | Лінія                                       | Лінія | Наступна станція |
| ----------------- | ----- | ------------------------------------------- | ----- | ---------------- |
| Брондзбері-парк   |       | London Overground Північно-Лондонська лінія |       | Вест-Гемстед     |